# Matara
Matara (singhalesisch මාතර) ist eine Stadt in Süd-Sri-Lanka (ca. 160 km von Colombo entfernt) mit 43.225 Einwohnern (2005). Hier befindet sich die University of Ruhuna.

## Lage
Matara ist die südlichste Stadt des Landes. Der Fluss Nilwala fließt durch die Stadt und mündet hier in den Indischen Ozean. Die Stadt liegt direkt an der Küste und hat einen Sandstrand sowie Felsenkliffe.

## Verkehr und Infrastruktur

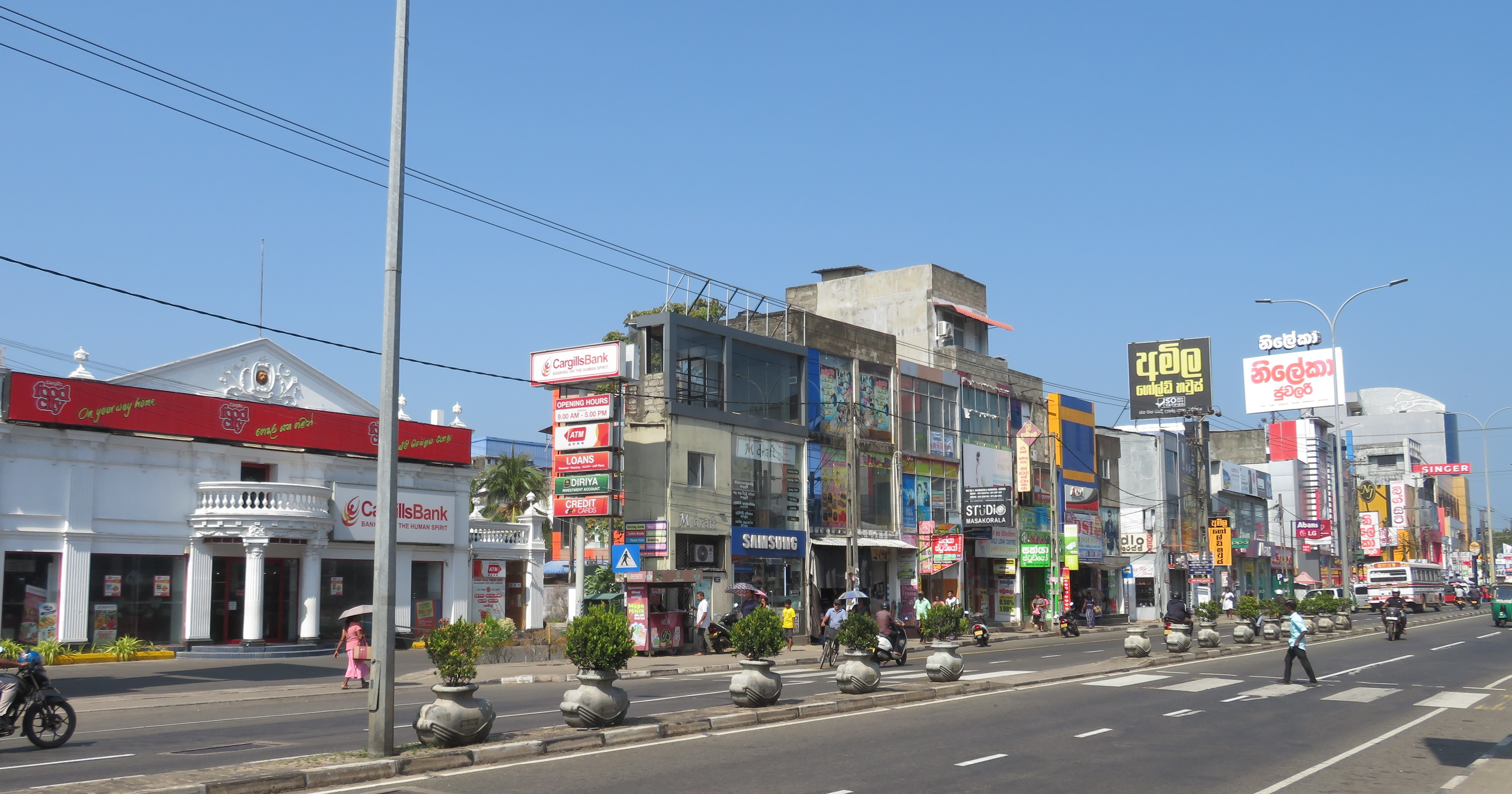
Hauptstraße Anagarika Dharmapala Mawatha

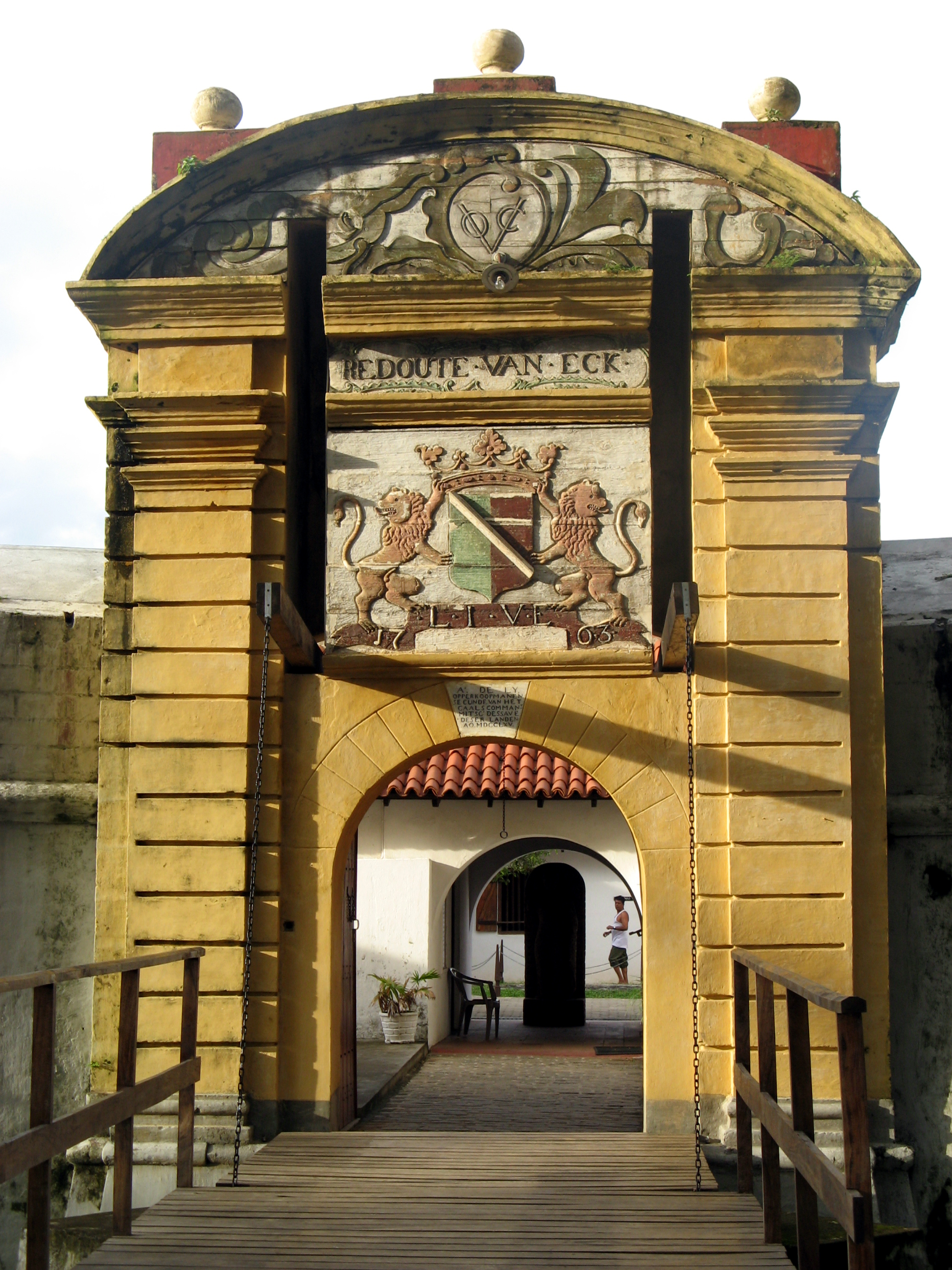
Tor der Festung Star Fort

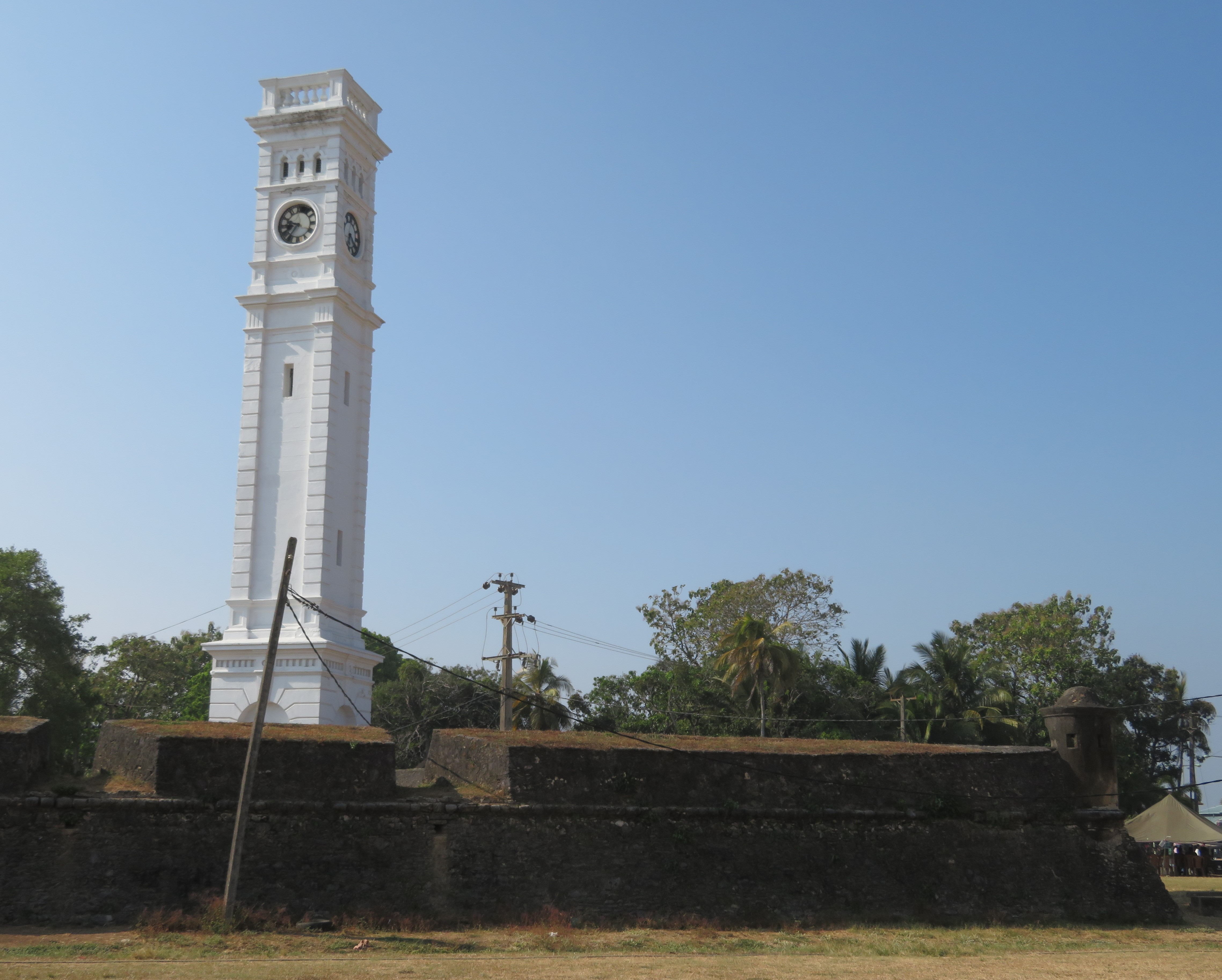
Glockenturm u. Scharwachtturm, Matara Fort

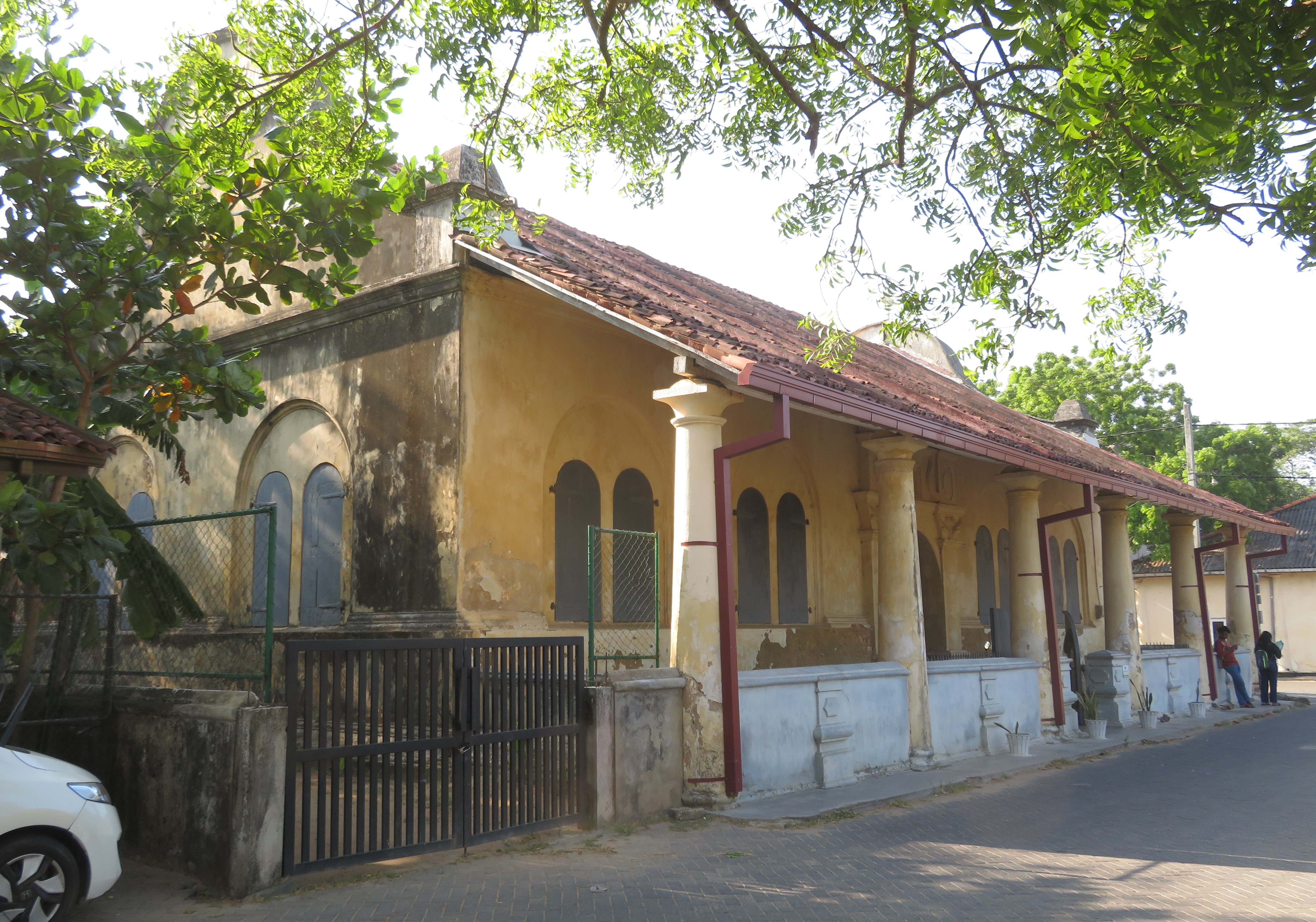
Holländisch-reformierte Kirche

Der Ort verfügt über eine Anbindung an das Eisenbahnnetz der Sri Lanka Railways. Bis 2019 endete in Matara die 1895 fertiggestellte Eisenbahnlinie Coastal Line von und nach Colombo. In diesem Jahr wurde die Linie nach Beliatta um 26 km verlängert, wobei am östlichen Stadtrand von Matara der Haltepunkt Piladuwa 1,3 km östlich des Bahnhofes Matara neu eingerichtet wurde. Langfristig ist eine Weiterführung der Linie über Hambantota nach Kataragama geplant. Nördlich der Stadt befindet sich seit 2014 eine Anschlussstelle der Autobahn E01 Expressway, die Hambantota mit Colombo verbindet. Dadurch wird der Durchgangsverkehr um die Stadt herumgeleitet, so dass die belebte Hauptgeschäftsstraße Anagarika Dharmapala Mawatha mit ihren zahlreichen Banken, Büros und Geschäften, die noch heute unter ihrem früheren Namen Galle Road bekannt ist, vom Verkehr entlastet wird.
In Matara befindet sich ein Landanschluss des SEA-ME-WE-5-Seekabels.

## Geschichte
Portugiesen begannen 1560 mit dem Bau einer Festung am Meer in Matara, die 1640 von den Holländern erobert und ab 1645 umgebaut wurde. Matara wurde während der holländischen Kolonialzeit, während der die holländische Ostindien-Kompanie im Fort residierte, zu einem wichtigen Hafen für die Ausfuhr von Zimt und Elfenbein. Bei einer Rebellion eroberten 1761 Truppen des Königs Kirti Sri Rajasinha von Kandy das Fort, wurden aber 1762 wieder vertrieben. Die Holländer erbauten ab 1763 ein weiteres Fort, das heute unter dem Namen Star Fort bekannt ist und 1796 zusammen mit der Stadt an die Briten übergeben wurde, und danach verlor Matara gegenüber Galle an Bedeutung.

## Bauwerke
Von der 1560 von den Portugiesen gegründeten Festung Matara Fort an der Mündung des Nilwala ins Meer, die auf drei Seiten von Wasser umgeben ist, ist in erster Linie im Osten der Anlage die Wehrmauer auf einem 240 m langen, 13 m dicken und 5 m hohen Wall erhalten, die das Fort gegen Angriffe von Land her schützte. Man erreicht das Innere des Forts, in dem sich verschiedene Verwaltungs- und Militärgebäude jüngeren Datums befinden, durch ein massives Tor aus Granit, Kalk- und Korallengestein. Auf der mit Zinnen bewehrten Wehrmauer ist ein Scharwachtturm erhalten, in dessen Nähe sich ein 12 m hoher und von den Briten 1883 errichteter Glockenturm erhebt.
Von den Gebäuden im Inneren des Forts, die zum Teil von der Universität genutzt werden, ist die 1706 fertiggestellte Holländisch-reformierte Kirche (Dutch Reformed Crurch), mit deren Bau bereits 1686 begonnen wurde, das älteste. Das Schatten spendende, von Säulen getragene Vordach mit der Veranda wurde erst später hinzugefügt. In der Kirche mit ihren rund 200 Sitzplätzen, die 2006–2008 renoviert wurde, sind noch mehrere holländische Grabsteine zu sehen.
Die gut erhaltene Festung Star Fort wurde wenige hundert Meter landeinwärts nördlich des Matara Forts errichtet und 1765 fertiggestellt. Sie hat die Form eines sechseckigen Sterns und ist von einem 6 m breiten und 3 m tiefen Wassergraben umgeben, in dem früher Krokodile gehalten wurden.
Am Ufer des Nilwala Ganga erhebt sich die im viktorianischen Stil erbaute Moschee Muhiyid Denil Jelami Mosque, die auch unter dem Namen White Mosque bekannt ist und sehr der Meera Jumma Moschee in Galle ähnelt.
Auf der kleinen, Matara vorgelagerten Insel Parari Dupatha, zu der eine nach dem durch das Erdbeben im Indischen Ozean 2004 ausgelösten Tsunami erneuerte Brücke führt, befindet sich der kleine buddhistische Tempel Chula Lanka. Der Tempel wurde durch den Tsunami zerstört und anschließend wieder aufgebaut. Der Name der Insel bedeutet Taubeninsel.

## Umgebung
Der Weherehena Temple 5 km östlich von Matara, 1909 erbaut und 1990 renoviert, ist wegen seiner Wandmalereien und seiner 39 m hohen Buddhastatue bekannt.
Dikwella, ein Küstenort 22 km östlich von Matara, wird wegen seines Strandes viel besucht, ist jedoch auch wegen des Wewurukannalla Viharaya Tempels berühmt, in dem sich die mit 50 m höchste Buddhastatue Sri Lankas befindet.

## Klimatabelle
|                       | Jan | Feb | Mär | Apr | Mai | Jun | Jul | Aug | Sep | Okt | Nov | Dez |   |      |
| Mittl. Tagesmax. (°C) | 30  | 30  | 31  | 31  | 30  | 30  | 30  | 29  | 29  | 30  | 30  | 30  | ⌀ | 30   |
| Mittl. Tagesmin. (°C) | 23  | 23  | 24  | 25  | 26  | 25  | 25  | 25  | 25  | 24  | 23  | 23  | ⌀ | 24,3 |
|                       |     |     |     |     |     |     |     |     |     |     |     |     |   |      |
| Niederschlag (mm)     | 114 | 85  | 114 | 172 | 258 | 210 | 152 | 167 | 195 | 276 | 269 | 185 | Σ | 2197 |
|                       |     |     |     |     |     |     |     |     |     |     |     |     |   |      |
| Sonnenstunden (h/d)   | 7   | 8   | 8   | 7   | 6   | 6   | 6   | 6   | 6   | 6   | 6   | 6   | ⌀ | 6,5  |
|                       |     |     |     |     |     |     |     |     |     |     |     |     |   |      |
| Regentage (d)         | 5   | 5   | 7   | 10  | 10  | 10  | 8   | 9   | 11  | 13  | 14  | 10  | Σ | 112  |
|                       |     |     |     |     |     |     |     |     |     |     |     |     |   |      |
| Wassertemperatur (°C) | 28  | 28  | 29  | 30  | 29  | 28  | 28  | 28  | 28  | 28  | 29  | 28  | ⌀ | 28,4 |

| 23 |

| 23 |

| 24 |

| 25 |

| 26 |

| 25 |

| 25 |

| 25 |

| 25 |

| 24 |

| 23 |

| 23 |

| 23 |

| 23 |

| 24 |

| 25 |

| 26 |

| 25 |

| 25 |

| 25 |

| 25 |

| 24 |

| 23 |

| 23 |

## Persönlichkeiten
- Kasun Rajitha (* 1993), Cricketspieler